# Вирингермер
Вирингермер (нидерл. Wieringermeer) — полдер и бывшая община в нидерландской провинции Северная Голландия. Расположена к северу от Амстердама. Площадь общины — 307,76 км², из них 194,82 км² составляет суша. Население по данным на 1 апреля 2011 год — 12 570 человек. Средняя плотность населения — 41 чел/км².
В общине находились следующие населённые пункты: Крейлерорд, Мидденмер, Слотдорп и Вирингерверф.
1 января 2012 года община Вирингермер была объединена с общинами Анна-Полона, Виринген и Нидорп и образовала новую общину — Холландс-Крон.